# Prêmio BNDES de Economia
O Prêmio BNDES de Economia foi criado em 1977, pelo BNDES, com o objetivo de premiar e incentivar a pesquisa acadêmica em Economia.
Realizado anualmente, funciona em formato de concurso, do qual podem participar os autores de dissertações de mestrado e de teses de doutorado em economia redigidas em português, inglês ou espanhol e aprovadas em centros de ensino de pós-graduação na mesma área.
O prêmio é dividido nas categorias mestrado e doutorado. São premiadas as três melhores teses de doutorado e as três melhores dissertações de mestrado, cujo autores recebem um diploma de premiação e uma premiação em dinheiro, que varia conforme a classificação do trabalho no concurso. Os autores da dissertação e da tese classificadas em 1º lugar nas suas respectivas categorias têm ainda seus trabalhos publicados pelo BNDES.

## Vencedores notáveis
Eis uma seleção de vencedores do prêmio que tiveram atuação destacada no setor público ou na academia, com seus respectivos cargos, anos em que venceram o concurso e títulos dos trabalhos premiados:
- Gustavo Franco, ex-presidente do Banco Central - Ano: 1987 - Trabalho: "Reforma monetária e instabilidade durante a transição republicana".[3]
- Edward Joaquim Amadeo Swaelen, ex-ministro do Trabalho e ex-secretário de Política Econômica - Ano: 1987 - Trabalho: "Desemprego, salários e preços: um estudo comparativo de Keynes e do pensamento macroeconômico da década de 1970".[3]
- Marcelo Neri, ex-presidente do Ipea e ex-ministro-chefe da Secretária de Assuntos Estratégicos - Ano: 1990 - Trabalho: "Inflação e consumo: modelos teóricos aplicados ao imediato pós-Cruzado".[3]
- Marcos Lisboa, ex-secretário de Política Econômica - Ano: 1993 - Trabalho: "Preços de produção, método de longo prazo e equilíbrio geral: uma crítica à teoria neo-ricardiana dos preços relativos".[3]
- Wasmália Bivar, ex-presidente do IBGE - Ano: 1993 - Trabalho: "Aspecto da estrutura do desemprego no Brasil: composição por sexo e duração".[3]
- Caio Megale, ex-secretário de Finanças de São Paulo - Ano: 2005 - Trabalho: "Fatores externos e o risco país".[3]
- Laura Carvalho, professora da FEA-USP - Ano: 2010 - Trabalho: "Diversificação ou especialização: uma análise do processo de mudança estrutural da indústria brasileira nas últimas décadas".[3]
- Débora Freire, subsecretária de Política Fiscal da Secretaria de Política Econômica - Ano: 2017 - Trabalho: "Capital e Trabalho no Brasil no século XXI: O impacto de políticas de transferência e de tributação sobre desigualdade, consumo e estrutura produtiva".[4]

Vencedores notáveis do Prêmio BNDES de Economia
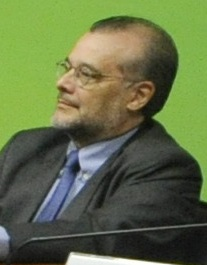
Gustavo Franco
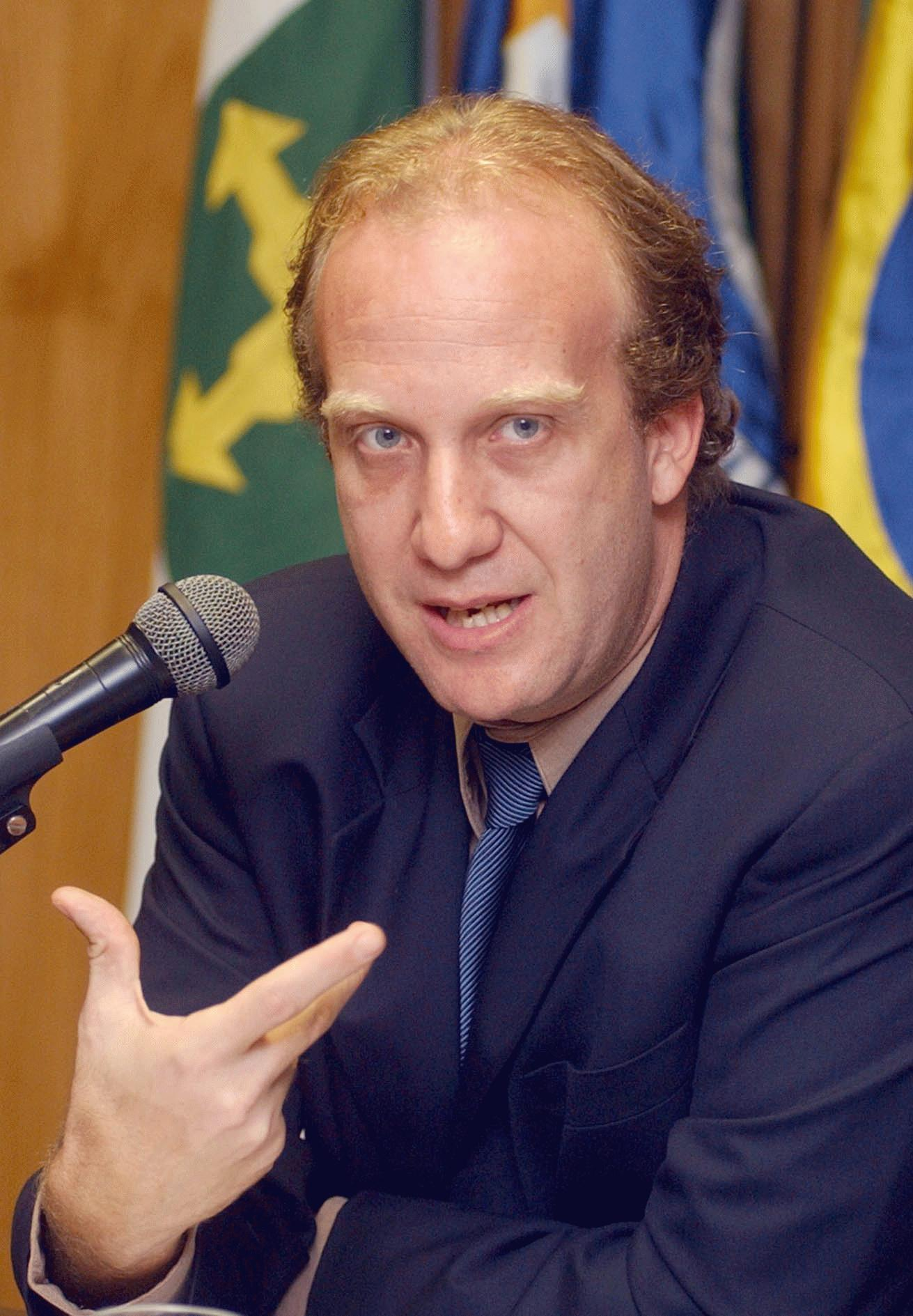
Marcelo Neri
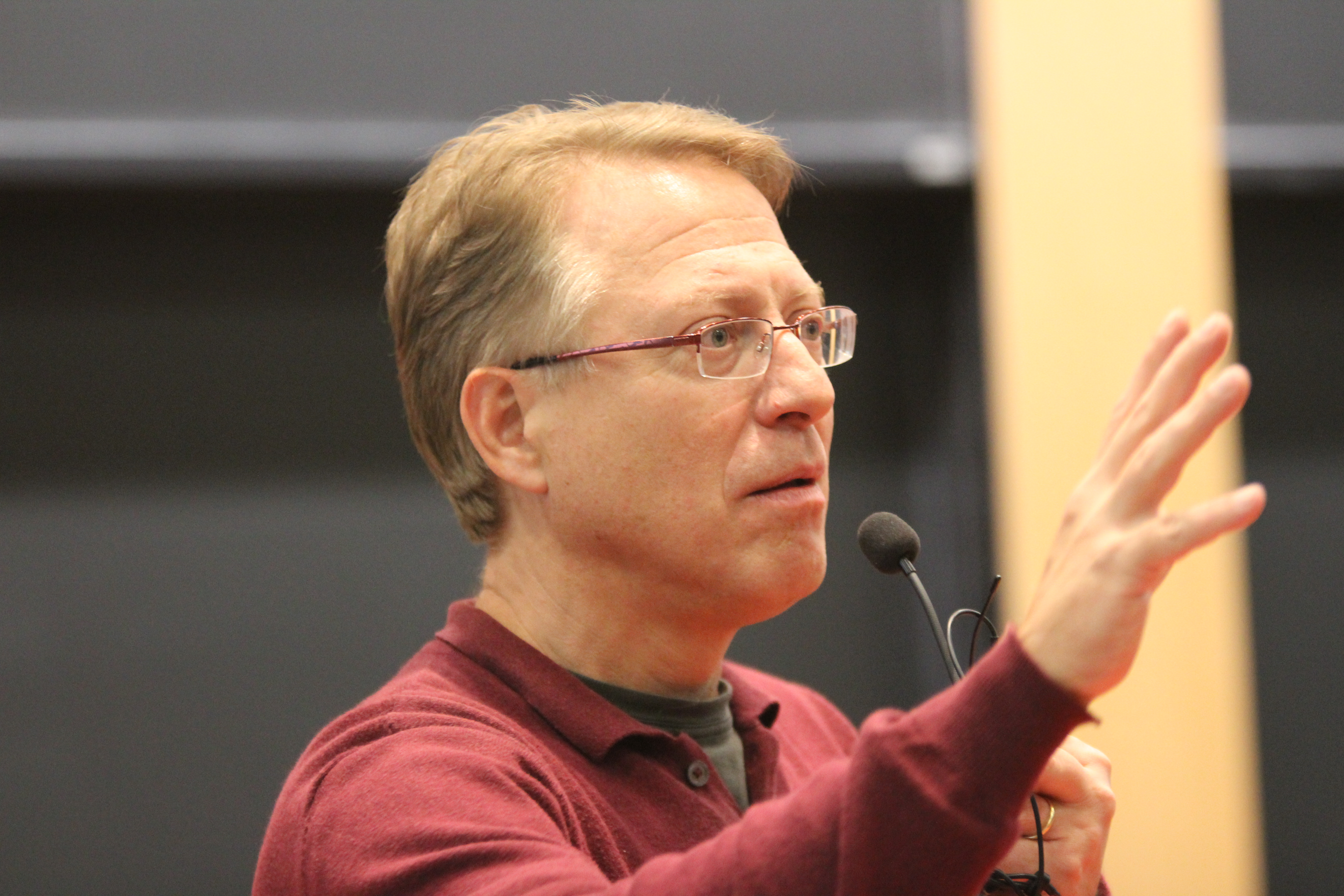
Marcos Lisboa
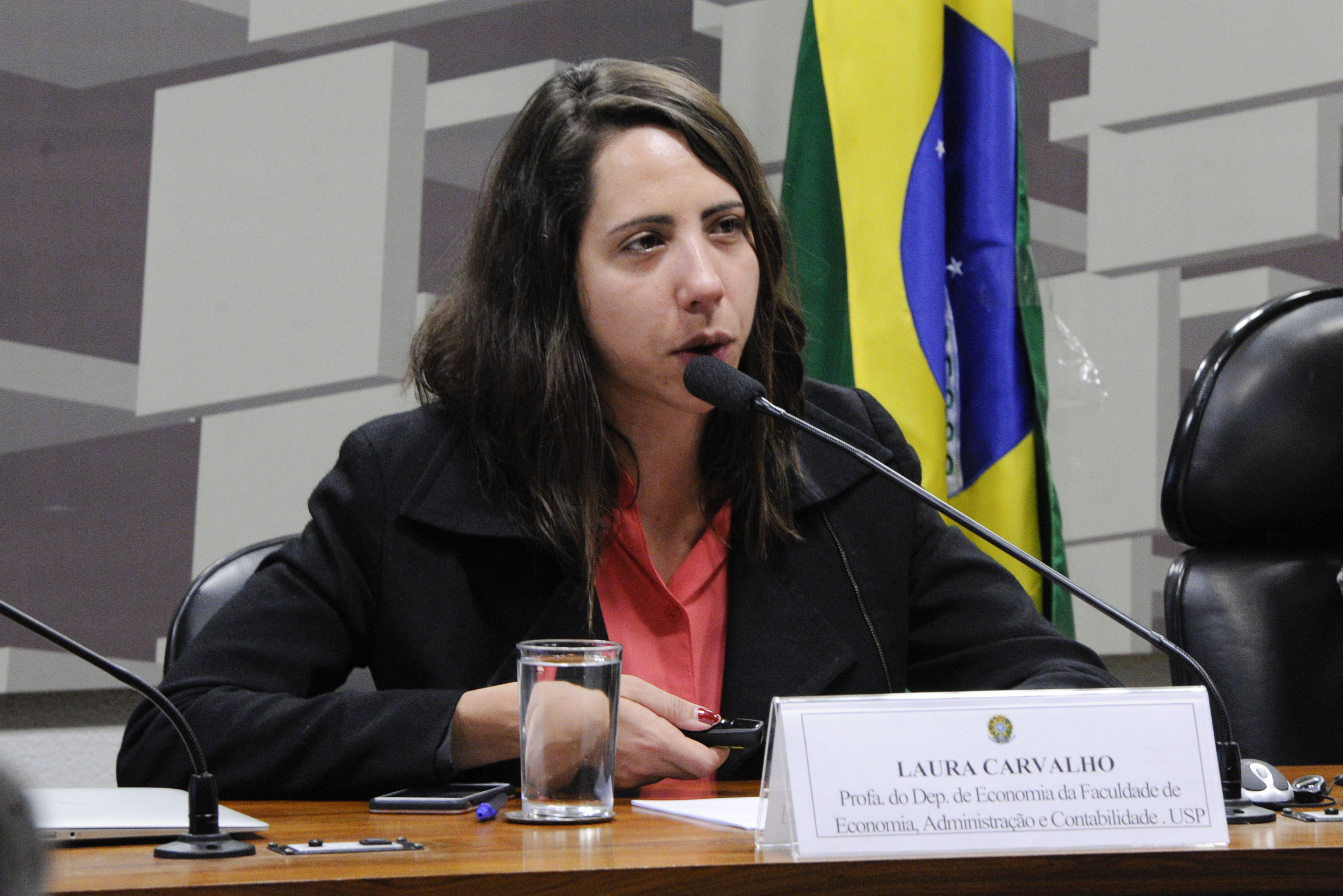
Laura Carvalho